# Veilchenschultertangare
Die Veilchenschultertangare (Wetmorethraupis sterrhopteron) ist eine Singvogelart aus der Familie der Tangaren. Sie ist die einzige Art innerhalb der Gattung Wetmorethraupis und nach dem US-amerikanischen Ornithologen Alexander Wetmore benannt.

## Beschreibung
Die Veilchenschulterangare erreicht eine Länge von 17 cm. Sie ist durch ihre auffallende leuchtende Schwarz-, Orange- und Blaufärbung charakterisiert. Der Kopf, der Schwanz und der größte Teil der Flügel sind schwarz. Die Flügeldecken, Schirmfedern und Armschwingen sind violettblau. Brust und Kehle sind orange, Unterbauch und Bürzel zeigen ein helles ockergelb.

## Vorkommen und Lebensraum
Das Vorkommen dieser Art erstreckt sich von der Cordillera del Cóndor in der ecuadorianischen Provinz Zamora Chinchipe bis in die nördliche Amazonas-Region in Peru. Sie kommt an den Westhängen oberhalb des Río Nangaritza in Ecuador sowie an den niederen Osthängen und Gebirgsausläufern oberhalb der Flüsse Río Marañón und Río Cenepa in Peru. Nach Angaben der Aguaruna-Indianer soll sie auch in den Wäldern im Quellgebiet des Río Nieva südwestlich des bekannten Verbreitungsgebietes vorkommen. Zu ihrem Lebensraum gehören der Terra-firme-Regenwald und die Gebirgswälder in der oberen tropischen Zone zwischen 600 und 1000 Meter.

## Lebensweise
Die Lebensweise der Veilchenschultertangare ist bisher kaum erforscht. Sie geht in Paaren oder in kleinen Gruppen von bis zu fünf Vögeln auf Nahrungssuche. Gelegentlich schließt sie sich fremden Vogelschwärmen an. Ihre Nahrung besteht aus Früchten und Insekten.

## Status
Wo brauchbarer Lebensraum vorhanden ist, ist die Veilchenschultertangare noch relativ häufig zu finden. In Peru leben nach Schätzungen von BirdLife International zwischen 10.000 und 20.000 Exemplare. Ihr Lebensraum wird aber immer mehr durch Rodung eingeengt. Im nördlichen Peru sind die Gebirgsausläufer schon stark entwaldet, jedoch konnten die Anguaruna-Indianer ein stärkeres Eindringen in ihr Territorium bisher verhindern.